# Elecciones federales de Australia de 1990
El sábado 24 de marzo de 1990 se celebraron elecciones federales en Australia, en las que se renovaron la Cámara de Representantes y parte del Senado.

## Resultados

### Cámara de Representantes
|  | Partido                       | Votos     | %     | +/-   | Escaños | +/- |
|  | Partido Laborista Australiano | 3.904.138 | 39.44 | -6.39 | 78      | -8  |
|  | Partido Liberal de Australia  | 3.468.570 | 35.04 | +0.48 | 55      | +12 |
|  | Demócratas Australianos       | 1.114.216 | 11.26 | +5.22 | 0       | 0   |
|  | Partido Nacional de Australia | 833.557   | 8.42  | -3.10 | 14      | -5  |
|  | Independientes                | 252.116   | 2.55  | +0.94 | 1       | +1  |
|  | Otros                         | 327.077   | 3.30  | +2.85 | 0       | 0   |
|  | Total                         | 9.899.674 |       |       | 148     |     |
|  | Partido Laborista Australiano | 4.930.834 | 49.90 | -0.93 | 78      | -8  |
|  | Coalición Liberal- Nacional   |           | 50.10 | +0.93 | 69      | +7  |

### Senado
|  | Partido                         | Votos     | %     | +/-    | Escaños ganados | Escaños totales |
|  | Partido Laborista Australiano   | 3.813.547 | 38.41 | -4.42  | 15              | 32              |
|  | Liberal/Nacional (Lista Única ) | 2.429.552 | 24.47 | +10.70 | 5               |                 |
|  | Partido Liberal de Australia    | 1.445.872 | 14.56 | -6.41  | 12              | 28              |
|  | Demócratas Australianos         | 1.253.807 | 12.63 | +4.15  | 5               | 8               |
|  | Partido Nacional de Australia   | 258.164   | 2.60  | -4.49  | 1               | 5               |
|  | Australian Greens               | 201.618   | 2.03  | *      | 0               | 0               |
|  | WA Greens                       | 76.381    | 0.77  | *      | 1               | 1               |
|  | Country Liberal Party           | 29.045    | 0.29  | +0.08  | 1               | 1               |
|  | Otros                           | 421.779   | 4.25  | -0.56  | 0               | 0               |
|  | Brian Harradine                 |           |       |        |                 | 1               |
|  | Total                           | 9.929.765 |       |        | 40              | 76              |

- Datos: Q239888